# Auburn (Kansas)
Auburn es una ciudad ubicada en el condado de Shawnee en el estado estadounidense de Kansas. En el año 2010 tenía una población de 1227 habitantes y una densidad poblacional de 818 personas por km².

## Geografía
Auburn se encuentra ubicada en las coordenadas 38°54′24″N 95°49′0″O / 38.90667, -95.81667 (38.906709, -95.816789).

## Demografía
Según la Oficina del Censo en 2000 los ingresos medios por hogar en la localidad eran de $42,632 y los ingresos medios por familia eran $44,934. Los hombres tenían unos ingresos medios de $31,699 frente a los $22,222 para las mujeres. La renta per cápita para la localidad era de $15,679. Alrededor del 3.4% de la población estaban por debajo del umbral de pobreza.